# Альфред Кіттнер
Альфред Кіттнер (нім. Alfred Kittner; 24 листопада 1906, Чернівці, Австро-Угорщина — 14 серпня 1991, Дюссельдорф, Німеччина) — німецький письменник єврейського походження з Буковини.

## Біографія
У 1914 році на початку Першої світової війни Кіттнер разом із сім'єю втік від російського фронту з Чернівців до Відня, але в 1918 році повернувся. Після завершення війни Буковина стала частиною Королівства Румунія, і Кіттнер два роки проходив військову службу в румунській армії.
Вивчав германістику у Бреслау, але перервав навчання у 1931 році та повернувся до Чернівців. З 1932 по 1935 рік працював редактором у газеті Der Tag.
У 1940 році Північна Буковина була приєднана до СРСР, а в 1941 році окупована румунсько-німецькими військами. Кіттнера  помістили до гетто, а в 1942 році депортували до Трансністрії, де він був змушений до важкої праці у каменоломні й утримувався в таборах. У 1944 році його звільнила Червона армія, після чого він знову оселився в радянських Чернівцях. У 1945 році переїхав до Бухареста.
У 1958 році Кіттнер став співробітником румунської служби безпеки Секурітате. Йому було присвоєно псевдонім Людвіг Леопольд (пізніше також Лалу, Кароль або Андрій Кароль). За завданням спецслужб Кіттнер повідомляв відомості про письменників Альфреда Марґула-Шпербера, Оскара Вальтера Цізека, Пауля Шустера, Дітера Шлезака та Петре Стоїку.
Незважаючи на спроби звільнитися від цієї співпраці, у 1977 році Кіттнера знову активували як агента. У 1979 році він написав листа, в якому погрожував вчинити самогубство, якщо служба безпеки не припинить тиск. У внутрішньому звіті Секурітате від 31 січня 1979 року зафіксовано, що співпраця з ним була припинена.
Після смерті дружини у 1980 році Кіттнер емігрував до ФРН, де оселився в Дюссельдорфі й там помер.

## Твори
- Der Wolkenreiter: Gedichte 1928–1938, Чернівці, Literaria, 1938.
- Hungermarsch und Stacheldraht: Verse von Trotz und Zuversicht, Бухарест, ESPLA, 1956.
- Flaschenpost: Ausgewählte Gedichte, Бухарест, Kriterion, 1970.
- Gedichte, Бухарест, Albatros, 1973.
- Schattenschrift: Gedichte 1925–1987, Ахен, Rimbaud, 1988. ISBN 3-89086-966-1
- Erinnerungen 1906–1991, Ахен, Rimbaud, 1996. ISBN 3-89086-873-8
- Der Wolkenreiter: Gedichte 1925–1945, Ахен, Rimbaud, 2004. ISBN 3-89086-699-9
- Wahrheitsspiel: Gedichte 1945–1991, Ахен, Rimbaud, 2005. ISBN 3-89086-819-3
- У співавторстві: Helmut Braun (ред.): „My dear Roisele!“ Itzig Manger – Elieser Steinbarg. Jiddische Dichter der Bukowina. Üxheim, 1996. ISBN 978-3-86575-255-0[6]

Крім того, було опубліковано його листування з Розою Ауслендер. 2006. ISBN 3-89086-581-X.